# Liste der Präsidenten von Malta

Standarte der Präsidenten Maltas

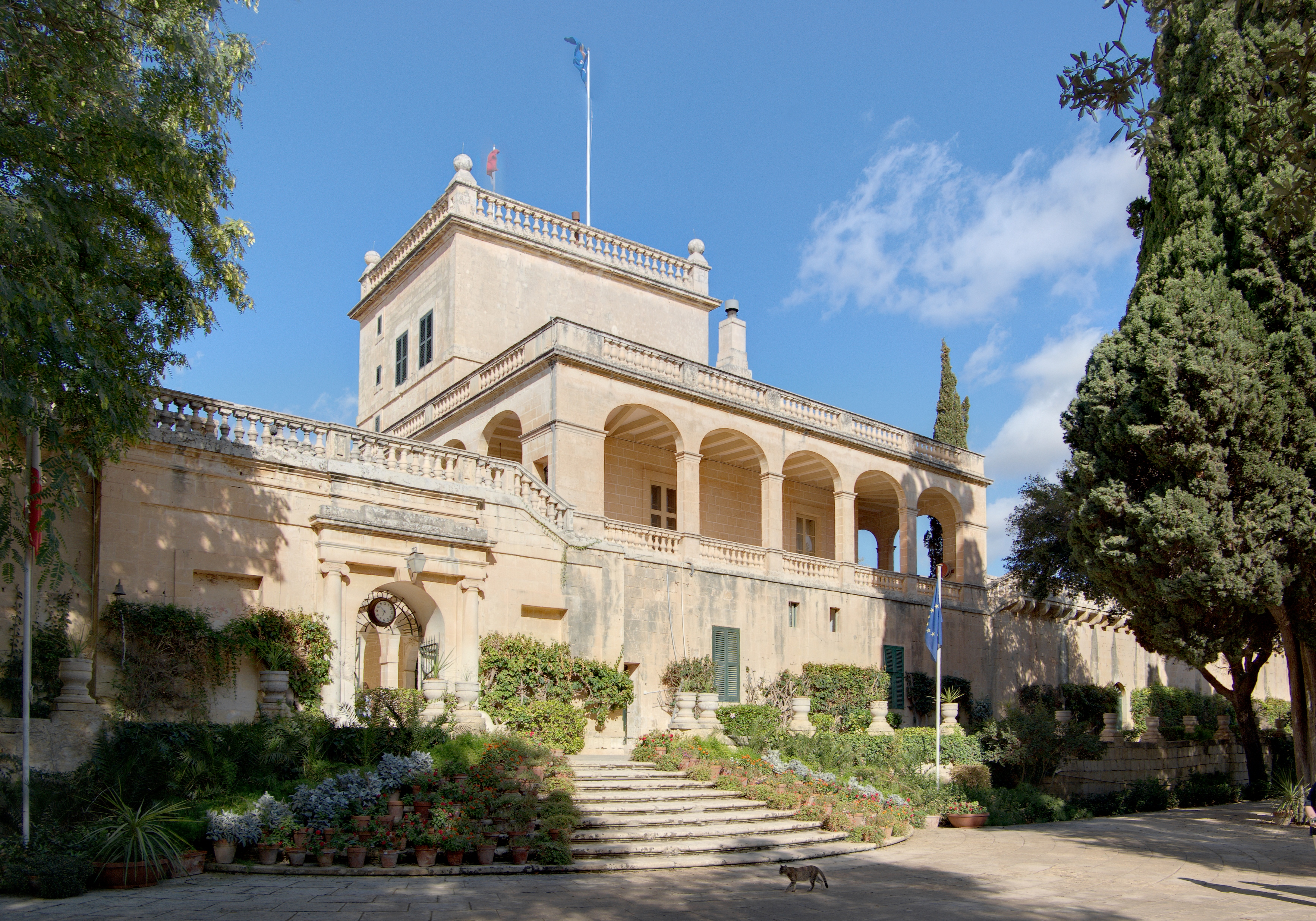
Der San Anton Palace ist Sitz der Präsidenten Maltas

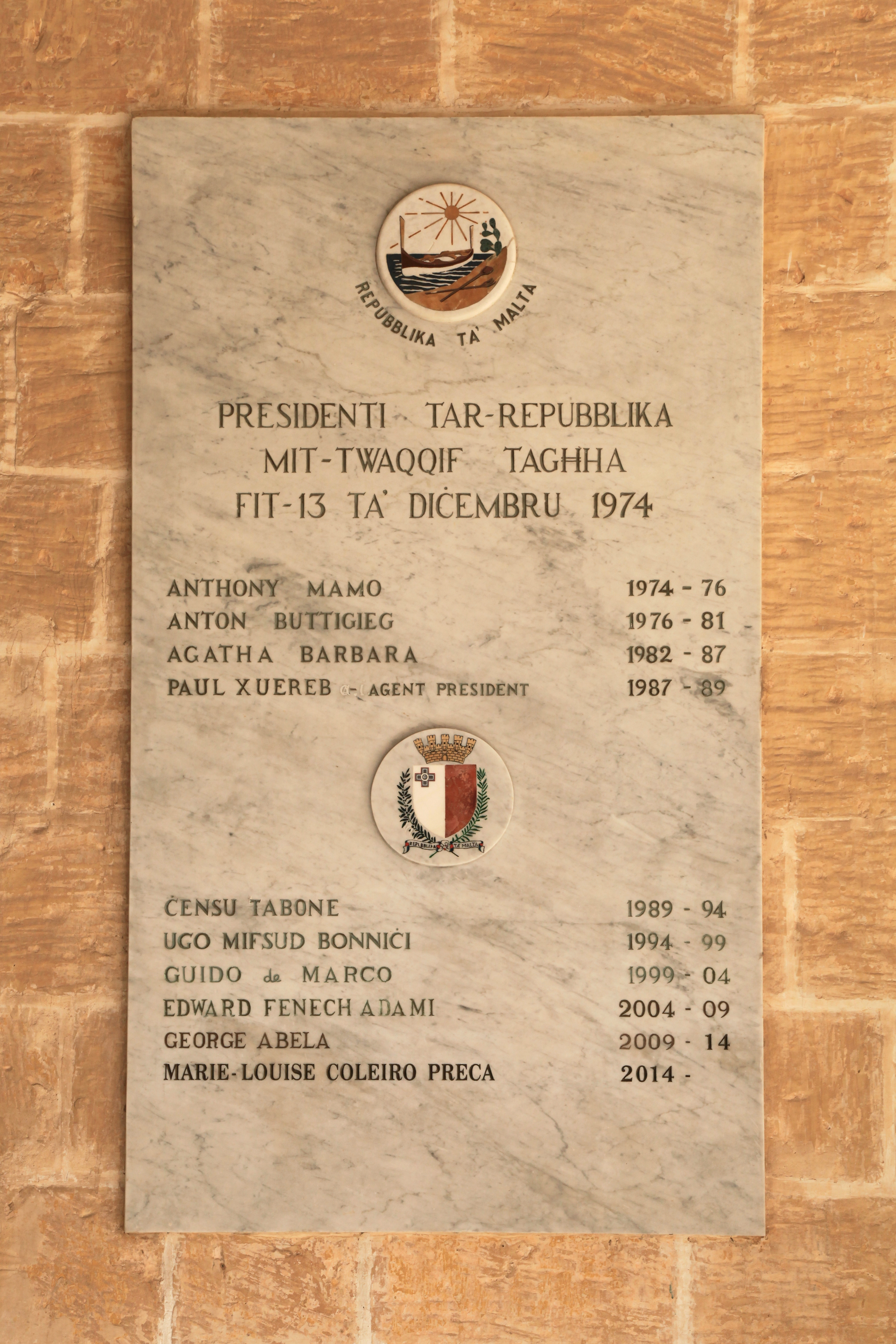
Liste der Präsidenten Maltas am San Anton Palace

Elisabeth II., die seit der Unabhängigkeit im Jahr 1964 Königin war, trat 1974 als Staatsoberhaupt Maltas zurück. Der letzte Generalgouverneur Sir Anthony Mamo wurde erster Präsident Maltas und Malta eine Republik im Commonwealth of Nations. Seitdem gab es 13 Präsidenten in Malta, zwei davon kommissarisch.

## Liste
| Präsident | Präsident | Präsident                     | Amtszeit | Amtszeit          | Amtszeit          | Partei               |
| #         | Bild      | Name                          | Wahl     | Amtsantritt       | Amtsaustritt      | Partei               |
| --------- | --------- | ----------------------------- | -------- | ----------------- | ----------------- | -------------------- |
| 1         |           | Sir Anthony Joseph Mamo       | 1974     | 13. Dezember 1974 | 27. Dezember 1976 | parteilos            |
| 2         |           | Anton Buttiġieġ               | 1976     | 27. Dezember 1976 | 27. Dezember 1981 | Partit Laburista     |
| —         |           | Albert Hyzler (kommissarisch) | —        | 27. Dezember 1981 | 15. Februar 1982  | Partit Laburista     |
| 3         |           | Agatha Barbara                | 1982     | 15. Februar 1982  | 15. Februar 1987  | Partit Laburista     |
| —         |           | Paul Xuereb (kommissarisch)   | —        | 15. Februar 1987  | 4. April 1989     | Partit Laburista     |
| 4         |           | Ċensu Tabone                  | 1989     | 4. April 1989     | 4. April 1994     | Partit Nazzjonalista |
| 5         |           | Ugo Mifsud Bonniċi            | 1994     | 4. April 1994     | 4. April 1999     | Partit Nazzjonalista |
| 6         |           | Guido de Marco                | 1999     | 4. April 1999     | 4. April 2004     | Partit Nazzjonalista |
| 7         |           | Edward Fenech Adami           | 2004     | 4. April 2004     | 4. April 2009     | Partit Nazzjonalista |
| 8         |           | George Abela                  | 2009     | 4. April 2009     | 4. April 2014     | Partit Laburista     |
| 9         |           | Marie Louise Coleiro Preca    | 2014     | 4. April 2014     | 4. April 2019     | Partit Laburista     |
| 10        |           | George Vella                  | 2019     | 4. April 2019     | 4. April 2024     | Partit Laburista     |
| 11        |           | Myriam Spiteri Debono         | 2024     | 4. April 2024     | amtierend         | Partit Laburista     |